# Indosasa ingens
Indosasa ingens är en gräsart som beskrevs av Chi Ju Hsueh och Tong Pei Yi. Indosasa ingens ingår i släktet Indosasa och familjen gräs. Inga underarter finns listade i Catalogue of Life.